# Loudunais (région naturelle)
Pour les articles homonymes, voir Loudunais.
Le Loudunais  est une région naturelle de France située dans la région Nouvelle-Aquitaine, au nord du département de la Vienne. Ce pays traditionnel correspond à l'ancienne Sénéchaussée de Loudun.

## Géographie

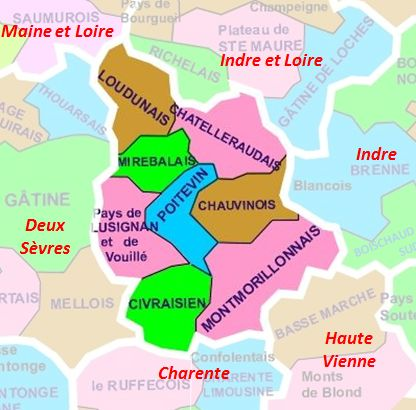
Les régions naturelles du département de la Vienne

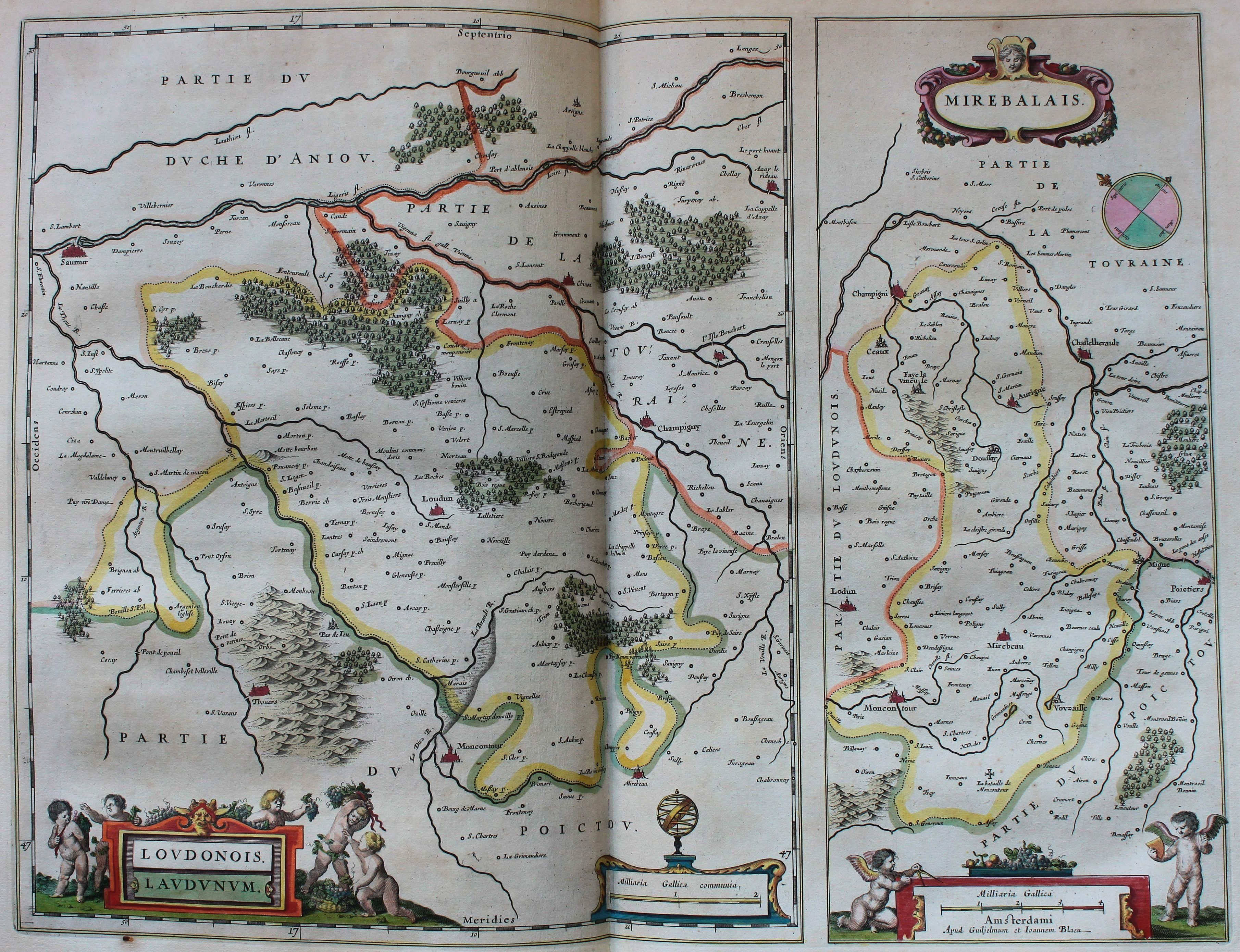
Loudunais et Mirebalais en 1659

Le pays traditionnel du Loudunais est situé au nord du département de la Vienne. C’est la ville de Loudun qui lui a donné son nom. Il est entouré par les régions naturelles suivantes :
- Au nord par le Saumurois et le Richelais.
- A l’est par le Châtelleraudais.
- Au sud par le Mirebalais et la Gâtine.
- A l’ouest par le Thouarsais.

## Histoire
Sous l'Ancien Régime la sénéchaussée de Loudun était une circonscription administrative, financière et judiciaire qui dépendait de l'Anjou. Elle était située à la limite de deux autres provinces, la Touraine et le Poitou. Du Moyen Âge à la révolution française le Loudunais constitua un bailliage (ou sénéchaussée) dépendant du gouvernement de Saumur et de la Généralité de Tours.